# ترنر لندینگ (ایلینوی)
ترنر لندینگ، ایلینوی (به انگلیسی: Turner Landing, Illinois) یک منطقهٔ مسکونی در ایالات متحده آمریکا است که در ایلی‌نوی واقع شده‌است.

## خصوصیات
ترنر لندینگ ۱۳۲٫۸۹ متر بالاتر از سطح دریا واقع شده‌است.